# Боярский, Анатолий Александрович
Анато́лий Алекса́ндрович Боя́рский — (26 марта 1932, Харьков — 26 марта 2021, Цфат) — советский и израильский композитор, пианист, дирижёр, лауреат международного конкурса в Шанхае (1987), руководитель семинара молодых композиторов в городах Иваново и Дилижане.

## Биография
Отец — директор Харьковского оперного театра, мать — певица.
В 1955 году окончил Харьковскую консерваторию по классу композиции (профессор Д. Клебанов) и классу фортепиано (профессор Ландесман).
В 1962 году переехал с семьёй в Ленинград.
В 1966 году окончил экстерном дирижёрский факультет Ленинградской консерватории (профессор Эдуард Грикуров).
С 1966 года — член Ленинградского союза композиторов СССР.
С 1970 по 1974 был заведующий музыкальной частью Ленинградского академического театра Комедии.
С 1994 года живёт и работает в Израиле. Член союза израильских композиторов. Произведения звучали на радио канале «Col ha Musica»; концертная деятельность.
Скончался 26 марта 2021.

## Творческая деятельность
Анатолий Боярский является автором многочисленных сочинений в различных жанрах; исполнитель за роялем и дирижер собственных произведений, а также других авторов.
Наибольший интерес композитор проявлял к жанрам, связанным с симфоническим и камерным оркестрами. При этом заметно его стремление к сближению сфер симфонического и камерного оркестров путем особой детализации в симфонических партитурах и монументализации партитур предназначенных для камерного оркестра. Тенденция сближения этих оркестровых тем видна в шести концертах для большого симфонического оркестра, в симфоническом диалоге для фортепиано и оркестра и в произведениях для камерного оркестра.

### Фильмография
- 1959 — Это было весной
- 1961 — Годы девичьи

### Балеты
- «Маска»
- «Легенда о герое»
- одноактная опера «Пир во время чумы» по «Маленьким трагедиям» Пушкина
- вокально-симфоническая фантазия «В мире поэзии Лермонтова»

## Основные сочинения

### Симфонические
- Симфониетта (1965)
- Романтическая поэма для скрипки с оркестром (1968)
- Концерт для оркестра № 1 (1970)
- Концерт для оркестра № 2 (1972)
- Концерт для оркестра № 3 (1977)
- Симфонический диалог для фортепиано и оркестра (1980)
- Концерт для оркестра № 4 (1982)
- Концерт для оркестра № 5 (1985)
- Концерт для оркестра № 6 (1989)
- Каприччио на тему Бетховена (1991)
- «Леди Джейн с черной пантерой» (музыкальный портрет) — для оркестра с солирующим английским рожком (1993)
- «Пир во время чумы» — одноактная опера на сюжет «Маленьких трагедий» Пушкина (1993)
- «В мире поэзии Лермонтова» — композиция для сопрано и симфонического оркестра (1993)
- Фантазия-каприччиоза (1997)
- Импровизация (1999)
- Соната-дивертисмент (1999)
- Бурлеска для струнного оркестра (1999)
- «Легенда» — для фортепиано и симфонического оркестра (2000)
- «Лики огня» — увертюра (2001)
- «Тамбурин Рамо» (2001)
- «Игры» — увертюра (2004)
- «Утёс» — пьеса (2004)
- «День прошёл» — пьеса для оркестра (2006)
- «Фанфары» — увертюра

### Камерно-инструментальная музыка
- Метаморфозы для девяти инструментов (1980)
- «Приношение Куперену» — для струнных с солирующим клавесином (1981)
- «Lidica» — вариации с солирующим фортепиано (1986)
- «Видения» — для альта и струнного оркестра (1993)
- Сигнал и четыре багатели для флейты и фагота (1997)
- «Впечатления» — триптих для меццо-сопрано, фагота, альта и фортепиано (1999)
- «Розы Иерусалима» — для виолончели и фортепиано (1999)
- Интермеццо памяти Брамса для восьми виолончелей (2000)
- Скерцо-фантазия для семи инструментов (2000)
- Диптих для скрипки и альта (2000)
- Поэма для кларнета, скрипки и фортепиано (2001)
- Диптих для гобоя и фортепиано (2001)
- Трио-баллада, для скрипки, виолончели и фортепиано (2001)
- Новелетта. Реплики, пьесы для тромбона и фортепиано (2003)
- Две пьесы по минуте для сопрано, саксофона и фортепиано—под знаком бесконечности (2004)
- Скерцо для виолончели и фортепиано  (2005)
- «Легенда» — пьеса для фортепиано с оркестром (2006)
- «Camento» — пьеса для скрипки и альта (2006)

### Ансамбли
- Брасс-квинтет (1966)
- Симфониетта для двенадцати (1987)
- Четыре хорала памяти Б.Бартока, для брасс-квинтета (1984)
- «Далекий колокол», для фортепиано и шести духовых (1991)

### Фортепианная
- Sonata Ricercata (1978)
- Романтическая тетрадь (1982)
- «Наш Дом», гимны-вариации (1988)
- Sonata la chiamata (1992)
- Соната-капричиоза, (1997)
- «Энигма» (1998)
- «Трубы и волынки», для клавесина (1998)
- «Отчего», пьеса (1999)
- «Размышление» (2001)
- Триптих — хорал, остинато, хорал (2002)
- «Монолог» (2002)
- Credo sonata (2002)
- «Мираж», пьеса (2003)
- Баллада №1 (2002)
- Баллада №2 и №3 (2003)
- Ироническая серенада (2003)
- "Под звездой Шопена", мазурка (2003)
- Прелюдия в ритме вальса (2004)
- Баллада №4 и №5 (2004)
- Экспромт (2004)
- Псалом и бурлеска (2005)
- Прелюдия и постлюдия для левой руки (2005)
- Баллада №9 и №10

### Фортепианная для 4 и 6 рук
- Контрасты. Триптих (1986)
- «Сцены из рыцарских времен» (1990)
- Domenico, соната (1992)
- Прелюдия и скерцо-фугато, посвящена ф-му дуэту -- Михаилу и Фаине Бурштиным (1992)
- «Аллилуйя» (1998)
- «Часы пробили», для шести рук (1999)
- «Хор исчез и сцена опустела», для шести рук (1999)
- Интерлюдия (1999)
- «"Глория», одна вариация на две темы Баха (2000)
- «Псалом», памяти Германа Рыжкова (2000)
- «Предчувствие» (2000)
- «Фанфары» (2001)
- «Обелиск», памяти экипажа Colombia (2003)
- Прелюдия в ритме танго (2003)
- Ночной эскиз (2003)
- «Лионата» (2005)

### Вокальная
- Романсы для высокого и среднего голоса в сопровождении фортепиано (1972)
- Ноктюрн-вокализ (1997)
- Романс на слова Гейне (1999)
- Романс на слова Н. Крандиевской (1999)
- «Любовь» — романс на слова Баратынского для меццо-сопрано, скрипки, виолончели, фортепиано (2000)
- Две прелюдии для голоса и фортепиано на слова Бунина (2000)
- «Гробница Рахили», «Зеленый цвет морской воды» (2001)
- Подражание Россини: дуэт кошки и собаки (2001)
- «Посланник» — прелюдия для баса и фортепиано (2004)
- «Молитва без слов» (2005)
- «К Солнцу» (для сопрано и валторны)
- Ночной эскиз (2003)

## Публикации
- Журнал Советская музыка (журнал), декабрь 1990. Статья Сер. Беринского "Мое Иваново" в разделе: из литературных опытов